# Daptomys ferreirai
Daptomys ferreirai is een knaagdier dat voorkomt in het noorden van Mato Grosso in de zuidelijke Amazonebekken van Brazilië. Er zijn slechts twee exemplaren bekend, die beide werden gevangen in laaglandregenwoud op 206 m hoogte, 20 km ten westen van de Rio Juruena (10°14'Z 58°29'W) in de gemeente Juruena. De soort is genoemd naar Alexandre Rodrigues Ferreira, de eerste Braziliaanse natuuronderzoeker die de staten Pará en Mato Grosso onderzocht.

## Kenmerken
D. ferreirai is een relatief kleine Daptomys-soort. Ook de schedel is relatief klein. De oren en voeten van deze soort zijn dicht begroeid met donkerbruine haren. De achtervoeten zijn smal en kort; de oren zijn rond en klein; ook de ogen zijn klein. De rugvacht is kort, zacht en bruin. De wangen zijn oranje, de oren bruin, en de onderkant van het hoofd, de keel en de hals zijn grijsbruin. De buik is grijs-oranje. D. ferreirai heeft 92 chromosomen en een FN van 98.

## Leefwijze
De beide exemplaren werden gevangen tijdens het lokale droge seizoen, in juni. Het vrouwtje bevatte vijf grote embryo's. De maag van het mannelijke exemplaar bevatte overblijfselen van schaaldieren (Crustacea). Andere zoogdieren die bij Juruena werden gevangen zijn de rode wolhaarbuidelrat (Caluromys lanatus), de zuidelijke opossum (Didelphis marsupialis), Marmosops noctivagus, Marmosops parvidens, Mesomys hispidus, Micoureus demerarae, Monodelphis emiliae, Monodelphis glirina, Neacomys spinosus, Nectomys rattus, Oecomys trinitatis, Euryoryzomys macconnelli, Hylaeamys megacephalus, Euryoryzomys nitidus, Oxymycterus longicaudatus en Proechimys-soorten uit de longicaudatus- en goeldii-groepen. 